# John Howard Pyle
John Howard Pyle (* 25. März 1906 in Sheridan, Wyoming; † 29. November 1987 in Tempe, Arizona) war ein US-amerikanischer Politiker (Republikanische Partei) und von 1951 bis 1955 Gouverneur des Bundesstaates Arizona.

## Frühe Jahre
Pyle hatte eine umfangreiche Laufbahn im Rundfunk, angefangen mit seinem Rundfunkbericht über die japanischen Kapitulation während des Zweiten Weltkriegs bis hin zu der Mitbegründung der nationalen Rundfunkanstalt Easter Sunrise Services um den Grand Canyon. Er war mit Lucile Hanna verheiratet, mit der er zwei gemeinsame Kinder hatte.

## Gouverneur von Arizona
Pyle wurde am 7. November 1950 zum Gouverneur von Arizona gewählt und am 1. Januar 1951 vereidigt. Er gewann 1952 seine Wiederwahl. Während seiner zwei Amtszeiten wurde die Underground Water Commission geschaffen, das Arizona Development Board gegründet und der Civil Defense Act verabschiedet. Auch das Abkommen über die Western Regional Cooperation bezüglich des Hochschulwesens wurde genehmigt. Ferner unterzeichnete US-Präsident Harry S. Truman eine Nachbesserung zu dem Arizona Statehood Enabling Act, die eine langfristige Miete auf Arizona-Land gewährleistete für die Errichtung von Erdgaspipelines. Pyle war erfolglos bei seiner dritten Kandidatur für das Amt und so verließ er es am 3. Januar 1955.

## Weiterer Lebenslauf
Im selben Jahr trat er Präsident Eisenhowers Stab in Washington bei und zwar als Direktor der Federal-State Relations, eine Stellung, die er bis 1959 bekleidete. Anschließend wurde er dann zum Präsidenten des National Safety Council ernannt. Er verstarb am 29. November 1987 in Tempe, Arizona.

## Ehrungen
Er bekam einige Doctor of Laws ehrenhalber von:
- der Redlands University (1950),
- dem Chapman College (1953),
- der Arizona State University (1954),
- dem Lebanon College (1956) und
- der Bradley University (1957).